# Passiflora montana
Passiflora montana (Barb. Rodr.) Harms – gatunek rośliny z rodziny męczennicowatych (Passifloraceae Juss. ex Kunth in Humb.). Występuje endemicznie w Andach w północnym Ekwadorze.

## Rozmieszczenie geograficzne
Rośnie endemicznie w Andach w północnym Ekwadorze w prowincjach Carchi oraz Pichincha.

## Morfologia
PokrójZdrewniałe, trwałe, nagie liany.
LiściePotrójnie klapowane, prawie sercowate. Mają 9-11 cm długości oraz 9,5–13 cm szerokości. Całobrzegie, z ostrym lub rozwartym wierzchołkiem. Ogonek liściowy jest owłosiony i ma długość 35–40 mm. Przylistki są w kształcie nerki o długości 20 mm.
KwiatyPojedyncze. Działki kielicha są podłużnie lancetowate, zielone, mają 1,5 cm długości. Płatki są podłużne, zielonkawe, mają 1,0–1,5 cm długości.
OwoceMają podłużnie owalny kształt. Mają 4,0–7,5 cm długości i 1,5–2,7 cm średnicy. Są żółtopomarańczowe.

## Biologia i ekologia
Występuje w wyższym lesie andyjskim na wysokości 2470–2600 m n.p.m. Gatunek jest znany z dwóch subpopulacji. Pierwsza znajduje się w rezerwacie Pululahua, jednak ostatnio ten gatunek odnotowano tam w 1890 roku. Na drugim siedlisku widziano go po raz ostatni w 1973 roku.

## Ochrona
W Czerwonej księdze gatunków zagrożonych został zaliczony do kategorii EN – gatunków zagrożonych wyginięciem. Niszczenie siedlisk jest jedynym zagrożeniem.